# Кирил Стефанов
Кирил Стефанов е български композитор, диригент, обществен деец, учен.

## Биография
Кирил Стефанов е роден през 1933 г. в квартал Вароша, Благоевград. От малък свири на цигулка. Като студент изучава композиция и хармония, оркестрация и музикални форми, народна музика при проф. Марин Големинов, проф. Парашкев Хаджиев, проф. Димитър Сагаев, проф. Стоян Джуджев – измежду най-големите имена на българската музикална култура. През 1956 г. завършва с отличие „Хорово дирижиране“ в Консерваторията (днес НМА „Проф. П. Владигеров“).
През същата 1956 година постъпва като главен художествен ръководител и диригент на Държавния фолклорен ансамбъл „Пирин“.
Под ръководството на Кирил Стефанов ансамбъл „Пирин“ реализира над 6000 концертни изяви в повече от 55 страни по всички континенти на света пред публика, надвишаваща 6 милиона зрители и слушатели. Над 100 издания са отбелязали художествените изяви на ансамбъла и възторжените отзиви идват от цял свят – Америка, Англия, Италия, Германия, Русия, Ливан, Япония, Индия, Тунис и др.
Паралелно с работата си в ансамбъла проф. Кирил Стефанов преподава 20 години хорово дирижиране в Югозападен университет „Неофит Рилски“. Междувременно е главен директор на БИД „София концерт“, директор в главна дирекция „Българска музика“, председател на съвета на директорите на МИК „Балкантон“, заместник-председател на Съюза на музикалните и танцови дейци в България, член на управителния съвет на фондация „Пирин пее“, член на Съюза на българските композитори, директор в Центъра за художествена самодейност, член на Съвета за музика при Министерството на културата.

## Творчество
Творчеството на проф. Кирил Стефанов обхваща многообразие на форми: от големите сюити върху народни мотиви – за хор, оркестър и танцов състав, самостоятелни пиеси за оркестър, хорови песни за различни състави (над 750 обработки и авторски песни за народен хор), обработки на народни песни за солисти и оркестър, музика към театрални постановки и др. Именно той въвежда спектакъла като мултижанрова форма на представяне на българския фолклор.
Участва със свои произведения и изпълнения на ансамбъл „Пирин“ във втория албум на известния швейцарски издател Марсел Селие „Мистерията на българските гласове“, награден с високата международна награда „Грами“ за 1991 г. Освен това дискографията с негови произведения включва 12 дългосвирещи плочи на „Балкантон“, 15 аудиокасети с образци на българската фолклорна изразност (обработка и музика), 5 компактдиска, множество печатни издания с песни на фолклорна основа, 5 от които самостоятелни с произведения на Кирил Стефанов, съдържащи над 200 песни за хор, солисти и оркестър, както и студии и цветни помагала в областта на диригентското майсторство.
Хорови песни
„Мори айда, айда“, „Вила се ѝ гора“, „Алтън Маро“, „Звонче дрънка“, „Айде цъфти, Ружо“, „Стига йодиш, Яне, мори“, „Я ти постилам шарени черги“, „Писмо ти е дошло“, „Южни гальовни песни“ и др.
Инструментални пиеси
„Игра“, „Средногорски“, „Граовски“, „Тракийци“, „Песен и танц“, „Джиновски танц“, „Ергенаши“ и др.
Музикално-сценични сюити
„На мегдана“, „Копаница“, „Пролетни песни и игри от Пирина“, „Пирински полъх“, „Гурбетчийски предсватбени настроения“, „Пирине мой“, „Комитско либе“, „Биляна“ и др.
Солови песни
„Море, аресах си“, „Кога си ме, мамо, родила“, „Тръгна мома за вода“, „Катерино моме“ и др.
Избрана авторска литература
"Изкуството, което ме създаде. Моят път с „Пирин“ (С., 2003)

## Отличия и награди
Проф. Кирил Стефанов е носител на множество награди и отличия, сред които са:
- „Златна плоча“ на Нешвил, САЩ (1982);
- „Златна плоча“ на „Балкантон“ (1983);
- „Кристална лира“ (1998);
- Доктор хонорис кауза на ЮЗУ „Н. Рилски“ (2003);
- Звание „Народен артист“;
- Орден „Стара планина“ – ІІ степен.